# Stenotabanus albilinearis
Stenotabanus albilinearis är en tvåvingeart som beskrevs av Philip 1960. Stenotabanus albilinearis ingår i släktet Stenotabanus och familjen bromsar. Inga underarter finns listade i Catalogue of Life.